# Фабрики и заводы Покровского уезда Владимирской губернии
Фабрики и заводы Покровского уезда Владимирской губернии
Во второй половине XIX века шёл процесс модернизации Российской империи, наблюдался значительный промышленный рост, бурно развивались капиталистические предприятия. Причины, обусловившие ярко выраженный промышленный характер Владимирской губернии вообще и Покровского уезда в частности: отсутствие достаточного количества плодородной земли, близость к главному торговому центру страны — Москве, а также к Нижнему Новгороду с его крупнейшей в России ярмаркой, наличие значительных лесных массивов и торфа.
На рубеже XIX—XX веков годовая производительность промышленных заведений купцов-староверов составляла 76 % годовой производительности Покровского уезда.

## 1862 год
В 1862 году в уезде шёлковых фабрик — десять (в городе Киржаче), свечных (стеариновых) заводов — один, винокуренных — два, пиво-медоваренных — один (в городе Покрове), бумагопрядильных — одна, красильных — две, медных — десять (из них один в городе Киржаче), стеклянных — три, фарфоровых — два, кирпичных — четыре (из них один в городе Покрове, один в городе Киржаче), химических — три, писчебумажных — одна. Всего 40 производств.

## 1864 год
В 1864 году в уезде шёлковых фабрик — 4 (в городе Киржач), винокуренных заводов — 2, пиво-медоваренных — 1 (в городе Покров), бумагопрядильных — 1, красильных — 2, медных — 11 (из них 1 в городе Киржач), стеклянных — 3, фарфоровых — 2, кирпичных — 4 (из них 1 в городе Покров, 1 в городе Киржач), химических — 3, писчебумажных — 1. Всего 34 производства.

## 1900 год

### Ткачество
- Бумагопрядильная, ткацкая и крутильная фабрики Товарищества Никольской мануфактуры «Саввы Морозова Сын и К°» в местечке Никольском в 1,5 верстах от железнодорожной станции Орехово. Работают с 1830 года. На фабриках работало 10330 рабочих[5].
- Городищенская отбельная фабрика Товарищества Никольской мануфактуры «Саввы Морозова Сын и К°» при деревне Городищи в двух верстах от железнодорожной станции Усад. Существует с 1883 года. На фабрике работало 450 рабочих[5].
- Бумагопрядильная, ткацкая и красильно-отбельно-отделочная фабрика «Товарищества Мануфактур Викула Морозова с Сыновьями» в местечке Никольском в 2 верстах от железнодорожной станции Орехово. Бумаго-отбельная с 1837 года, ткацкая с 1858 года, бумагопрядильная с 1882 года. На фабриках работало 9776 рабочих[5].
- Бумаготкацкая и красильно-отделочная фабрика купца Алексея Васильевича Смирнова в деревне Ликино. Открыта в 1881 году. На фабриках работало 878 рабочих[5].
- Ткацкая фабрика Ионы Гавриловича Гаврилова в деревне Новой. Открыта в 1870 году. На фабрике работало 250 рабочих[5].
- Бумаготкацкая фабрика купца Павла Тимофеевича Софронова в селе Ирошниково. Открыта в 1860 году. 200 ручных ткацких станков. На фабрике работало 170 рабочих, на стороне — 500[5].
- Вауловская ткацкая фабрика Товарищества Никольской мануфактуры «Саввы Морозова Сын и К°» при сельце Ваулово. Открыта в 1859 году. На фабрике работало 1032 рабочих[5].
- Бумагокрасильная, миткалево-ткацкая и ситценабивная фабрика потомственного почётного гражданина Петра Александровича Соловьёва в Лукьянцевской волости около города Киржач. Открыта в 1849 году. На фабрике работало 683 рабочих[5].
- Бумагокрасильная и Бумаготкацкая фабрика Наследница А. А. Соловьёва, Марии Александровны Недыхляевой около города Киржач. Бумагокрасильная фабрика открыта в 1849 году, а Бумаготкацкая в 1890 году. На фабрике работало 593 рабочих[5].
- Бумаготкацкое и красильное заведение крестьянина Василия Анисимовича Кокунова в деревне Губинской, Кудыкинской волости. Открыто в 1868 году. В заведении работало 24 рабочих[5].
- Заведение для обработки и зачистки хлопка, бумажных концов и остатков хлопчато-бумажного производства потомственного почётного гражданина Альберта Дарвойд около деревни Борщевни в половине версты от железнодорожной станции Петушки. Открыто в 1895 году. В заведении работало 86 рабочих[5].
- Шёлкоткацкая фабрика купца Михаила Яковлевича Деревщикова в городе Киржач. Открыта в 1869 году. В заведении работало 92 рабочих[5].
- Фабрика для выделки шёлковых и полушёлковых товаров купца Николая Павловича Федотова в селе Ново-Сергиевский погост, Филипповской волости. Открыта в 1830 году. На фабрике работал 91 рабочий[5].
- Шёлкоткацкая фабрика купца Степана Диомидовича Пичугина при селе Фёдоровском Финеевской волости. Открыта в 1855 году. На фабрике работал 130 рабочий[5].
- Шёлкоткацкая фабрика крестьянина Капитона Алексеевича Власова в деревне Зубовой (в 20 верстах от станции Богородск). Открыта в 1865 году. На фабрике работало 144 рабочих[5].
- Шёлкоткацкая фабрика крестьянина Андрея Михайловича Виноградова в деревне Рубцовой. Открыта в 1850 году. На фабрике работало 70 рабочих[5].
- Шёлкоткацкая фабрика крестьянина Василия Фёдоровича Сприкова в деревне Зубовой. Открыта в 1870 году. На фабрике работало 49 рабочих[5].
- Шёлкоткацкая фабрика крестьянина Фёдора Фёдоровича Караулова в деревне Зубовой. Открыта в 1876 году. На фабрике работало 60 рабочих[5].
- Шёлкоткацкая фабрика крестьянина Ивана Фёдоровича Караулова в деревне Зубовой. Открыта в 1894 году. На фабрике работало 50 рабочих[5].
- Шёлкоткацкая фабрика крестьянина Алексея Гавриловича Кондратьева в деревне Зубовой. Открыта в 1885 году. На фабрике работало 65 рабочих[5].
- Шёлкоткацкая фабрика крестьянина Сергея Кузьмича Тарасова в деревне Новой в 18 верстах от железнодорожной станции Богородск. Открыта в 1870 году. На фабрике работало 130 рабочих[5].
- Шёлкоткацкая фабрика крестьянина Семёна Алексеевича Лбова в деревне Новой в 18 верстах от железнодорожной станции Богородск. Открыта в 1887 году. На фабрике работало 45 рабочих[5].
- Шёлкоткацкая фабрика крестьянина Алексея Васильевича Пивцова в деревне Новой в 18 верстах от железнодорожной станции Богородск. Открыта в 1880 году. На фабрике работало 9 рабочих[5].
- Шёлкоткацкая фабрика крестьянина Николая Ивановича Корягина в деревне Новой в 18 верстах от железнодорожной станции Богородск. Открыта в 1881 году. На фабрике работало 5 рабочих[5].
- Шёлкоткацкая фабрика крестьянина Якова Никитича Евдокимова в деревне Никулкиной в 16 верстах от железнодорожной станции Киржач. Открыта в 1830 году[5].
- Шёлкоткацкая фабрика купца Григория Яковлевича Арсентьева в городе Киржач в 1 версте от железнодорожной станции Киржач. Открыта в 1854 году. На фабрике работало 242 рабочих[5].
- Шёлкоткацкая фабрика купца Афанасия Диомидовича Милованова в городе Киржач в 1 версте от железнодорожной станции Киржач. Открыта в 1879 году. На фабрике работало 80 рабочих[5].
- Шёлкоткацкая фабрика Петра Степановича Пичугина в городе Киржач в 2 верстах от железнодорожной станции Киржач. Открыта в 1898 году. На фабрике работало 39 рабочих[5].
- Шёлкоткацкая фабрика купца Василия Ивановича Арсентьева в городе Киржач в 1 версте от железнодорожной станции Киржач. Открыта в 1889 году. На фабрике работало 80 рабочих[5].
- Шёлкоткацкая фабрика купца Михаила Ивановича Арсентьева в городе Киржач в 1 версте от железнодорожной станции Киржач. Открыта в 1854 году. На фабрике работало 90 рабочих[5].
- Шёлкоткацкая фабрика Андрея Ивановича Герасимова в городе Киржач в 1 версте от железнодорожной станции Киржач. Существует с 1875 года, в городе Киржаче с 1895 года. На фабрике работало 93 рабочих[5].
- Шёлкоткацкая фабрика крестьянина Ивана Алексеевича Волкова в деревне Никулкино в 16 верстах от железнодорожной станции Киржач. Открыта в 1860 году. На фабрике работало 70 рабочих[5].
- Шёлкоткацкая фабрика крестьянина Алексея Фёдоровича Зорина в селе Филипповское в 18 верстах от железнодорожной станции Киржач. Открыта в 1891 году. На фабрике работало 50 рабочих[5].
- Шёлкоткацкая фабрика крестьянки Пелагеи Васильевны Фединой в селе Филипповское в 18 верстах от железнодорожной станции Киржач. Открыта в 1887 году. На фабрике работало 8 рабочих[5].
- Шёлкоткацкая фабрика крестьянина Алексея Яковлевича Мерзлова в деревне Дворищи. Открыта в 1885 году. На фабрике работало 75 рабочих[5].
- Шёлкоткацкая фабрика крестьянина Василия Яковлевича Мерзлова в деревне Дворищи. Открыта в 1888 году. На фабрике работало 16 рабочих[5].
- Шёлкоткацкая фабрика дворянки Марии Полиеновны Вяземской в сельце Бережки. Открыта в 1883 году. На фабрике работало 7 рабочих[5].
- Шёлкоткацкая фабрика крестьянина Андрея Васильевича Федотова в деревне Аленино. Открыта в 1864 году. На фабрике работало 100 рабочих[5].
- Шёлкоткацкая фабрика крестьянина Константина Алексеевича Федотова в деревне Аленино. Открыта в 1864 году. На фабрике работало 155 рабочих[5].
- Шёлкоткацкая фабрика крестьянина Семёна Никоноровича Васькова в деревне Дворищи. Открыта в 1888 году. На фабрике работало 10 рабочих[5].
- Шёлкоткацкая фабрика крестьянина Филиппа Григорьевича Пискарёва в деревне Захарово. Открыта в 1888 году. На фабрике работало 11 рабочих[5].
- Шёлкоткацкая фабрика крестьянина Василия Прокофьевича Углова в деревне Захарово. Открыта в 1878 году. На фабрике работало 15 рабочих[5].
- Шёлкоткацкая фабрика крестьянина Константина Алексеевича Федотова в деревне Захарово. Открыта в 1878 году. На фабрике работало 15 рабочих[5].
- Шёлкоткацкая фабрика крестьянки Устиньи Ефимовны Крыловой в деревне Боровковой Филипповской волости в 18 верстах от железнодорожной станции Богородск. Открыта в 1847 году. На фабрике работало 122 рабочих[5].
- Шёлкоткацкая фабрика Алексея Романовича Крылова в деревне Боровковой Филипповской волости в 18 верстах от железнодорожной станции Богородск. Открыта в 1855 году. На фабрике работало 98 рабочих[5].
- Шёлкоткацкая фабрика крестьянина Андрея Васильевича Кузнецова в деревне Боровковой Филипповской волости в 18 верстах от железнодорожной станции Богородск. Открыта в 1850 году. На фабрике работало 130 рабочих[5].
- Шёлкоткацкая фабрика крестьянина Алексея Ивановича Мажаева в деревне Боровковой Филипповской волости в 18 верстах от железнодорожной станции Богородск. Открыта в 1880 году. На фабрике работало 50 рабочих[5].
- Шёлкоткацкая фабрика крестьянина Андрея Дмитриевича Саляина в деревне Боровковой Филипповской волости в 18 верстах от железнодорожной станции Богородск. Открыта в 1877 году. На фабрике работало 70 рабочих[5].
- Шёлкоткацкая фабрика крестьянина Григория Кирилловича Челышова в деревне Боровковой Филипповской волости в 18 верстах от железнодорожной станции Богородск. Открыта в 1875 году. На фабрике работало 70 рабочих[5].
- Шёлкоткацкая фабрика крестьянина Андрея Дмитриевича Саляина в деревне Заречье. Открыта в 1895 году. На фабрике работало 9 рабочих[5].
- Шёлкоткацкая фабрика крестьянина Егора Тихоновича Яшухина в деревне Заречье. Открыта в 1865 году. На фабрике работало 80 рабочих[5].
- Шёлкоткацкая фабрика крестьянина Петра Егоровича Барышева в деревне Заречье. Открыта в 1890 году. На фабрике работало 11 рабочих[5].
- Шёлкоткацкая фабрика крестьянина Василия Семёновича Барабошкина в деревне Заречье. Открыта в 1870 году. На фабрике работало 50 рабочих[5].
- Шёлкоткацкая фабрика крестьянина Фёдора Васильевича Жукова в деревне Заречье. Открыта в 1840 году. На фабрике работало 27 рабочих[5].
- Шёлкоткацкая фабрика крестьянина Михаила Анисимовича Давыдова в деревне Заречье. Открыта в 1870 году. На фабрике работало 26 рабочих[5].
- Шёлкоткацкая фабрика крестьянина Алексея Александровича Барашкова в деревне Заречье. Открыта в 1888 году. На фабрике работало 58 рабочих[5].
- Шёлкоткацкая фабрика крестьянина Тимофея Александровича Барашкова в деревне Заречье. Открыта в 1870 году. На фабрике работало 16 рабочих[5].
- Шёлкоткацкая фабрика крестьянина Алексея Егоровича Думнова в деревне Заречье. Открыта в 1870 году. На фабрике работало 88 рабочих[5].
- Шёлкоткацкая фабрика крестьянина Якова Филипповича Циркова в деревне Заречье. Открыта в 1883 году. На фабрике работало 16 рабочих[5].
- Шёлкоткацкая фабрика крестьянина Михаила Николаевича Крошилова в деревне Крутец. Открыта в 1880 году. На фабрике работало 12 рабочих[5].
- Шёлкоткацкая фабрика крестьянина Степана Александровича Соколова в деревне Ратьково. Открыта в 1870 году. На фабрике работало 12 рабочих[5].
- Шёлкоткацкая фабрика крестьянина Михаила Александровича Алимова в деревне Ратьково. Открыта в 1885 году. На фабрике работало 40 рабочих[5].
- Шёлкоткацкая фабрика крестьянина Степана Александровича Алимова в деревне Ратьково. Открыта в 1880 году. На фабрике работало 85 рабочих[5].
- Шёлкоткацкая фабрика крестьянина Михаила Васильевича Пронина в деревне Ратьково. Открыта в 1870 году. На фабрике работало 11 рабочих[5].
- Шёлкоткацкая фабрика крестьянина Ивана Тихоновича Барышова в деревне Ратьково. Открыта в 1870 году. На фабрике работало 12 рабочих[5].
- Шёлкоткацкая фабрика крестьянина Ивана Тихоновича Барышова в деревне Ратьково. Открыта в 1870 году. На фабрике работало 12 рабочих[5].
- Шёлкоткацкая фабрика крестьянина Кира Никитича Березина в деревне Заречье. Открыта в 1870 году. На фабрике работало 6 рабочих[5].
- Шёлкоткацкая фабрика крестьянина Ивана Никитича Кондрашина в деревне Заречье. Открыта в 1880 году. На фабрике работало 7 рабочих[5].
- Бумажно-салфеточная фабрика крестьянина Викентия Андреевича Лемехова в деревне Мележа. Открыта в 1885 году. На фабрике работало 10 рабочих[5].
- Бумажно-салфеточная фабрика крестьянина Алексея Кирилловича Клинова в деревне Черновой. Открыта в 1885 году. На фабрике работало 4 рабочих[5].
- Боровская красильная фабрика купца Павла Алексеевича Смирнова при деревне Боровково Филипповской волости. Открыта в 1878 году. На фабрике работало 90 рабочих[5].
- Шелкокрасильное заведение крестьянина Павла Семёновича Мешкова в деревне Заречье. Открыта в 1870 году. В заведении работало 6 рабочих[5].
- Шелкокрасильное заведение крестьянина Ивана Евграфовича Фролова в деревне Боровково на речке Дубенка. Открыта в 1870 году. В заведении работало 37 рабочих[5].
- Шелкокрасильное заведение крестьянина Венедикта Гавриловича Беззаботнова в селе Филипповское. Открыта в 1888 году. В заведении работало 14 рабочих[5].
- Шелкокрутильная (с 1894 года) и раздаточная контора (с 1888 года) крестьянина Василия Ефимовича Беззаботнова в селе Филипповское. В заведении работало 53 рабочих[5].
- Шёлкоткацкая раздаточная контора Афанасия Фёдоровича Карягина в деревне Новой в 18 верстах от железнодорожной станции Богородск. Открыта в 1896 году. На фабрике работало 13 рабочих[5].
- Ленточное заведение Лейзера Гиршева Гуревича в городе Покров. Открыто в 1896 году. В заведении работало 11 рабочих[5].
- Ленточное заведение Сарры Яковлевны Гуревич в городе Покров. Открыто в 1894 году. В заведении работало 16 рабочих[5].
- Ленточное заведение Варвары Павловны Хухоревой в городе Покров. Открыто в 1896 году. В заведении работало 5 рабочих[5].
- Ленточное заведение Менахима Самуиловича Гуревича в городе Покров. Открыто в 1892 году. В заведении работало 16 рабочих[5].
- Ткачно-этикеточное заведение Оршанского мещанина Зальмана Ефеса в городе Покров. Открыто в 1885 году. В заведении работало 15 рабочих[5].
- Заведение для размотки шёлка крестьянина Якова Герасимовича Белокурова в деревне Маринкино. Открыто в 1882 году. В заведении работало 6 рабочих[5].
- Заведение для размотки шёлка крестьянина Михея Иванова в деревне Афанасово. Открыто в 1878 году. В заведении работало 7 рабочих[5].
- Заведение для размотки шёлка крестьянина Егора Андреевича Микалёва в деревне Савельево. Открыто в 1890 году. В заведении работало 8 рабочих[5].
- Заведение для размотки шёлка крестьянина Ивана Захаровича Смирнова в деревне Кипрево. Открыто в 1879 году. В заведении работало 9 рабочих[5].
- Плисорезное заведение крестьянина Осипа Ивановича Морозова в селе Ново-Фетиньино. Открыто в 1873 году. В заведении работало 33 рабочих[5].
- Плисорезное заведение крестьянина Семёна Ивановича Морозова в селе Ново-Фетиньино. Открыто в 1888 году. В заведении работало 50 рабочих[5].
- Плисорезное заведение крестьянина Василия Васильевича Морозова в селе Ново-Фетиньино. Открыто в 1873 году. В заведении работало 65 рабочих[5].
- Раздаточная контора Дмитрия Никифоровича Баканова при деревне Петушки. Открыто в 1884 году. В заведении работало 149 рабочих[5].
- Раздаточная контора и при ней красильное, мотальное и крутильное заведение купца Павла Даниловича Кузнецова в деревне Петушки. Открыто в 1857 году. В заведении работало 580 рабочих[5].
- Раздаточная контора Поликарпа Петровича Крашенникова в 1 версте от железнодорожной станции Петушки. Открыта в 1892 году[5].

### Кирпичные заводы
- Кирпичный завод вдовы действительного статского советника Анны Тимофеевны Карповой при сельце Сушнево. Открыт в 1885 году. На заводе работало летом около 100 рабочих, зимой около 50[5].
- Кирпичный завод Прасковьи Афанасьевны Дементьевой около города Покров, в 4 верстах от железнодорожной станции Покров. Открыт в конце первой половины XIX века. В заведении работало 22 рабочих[5].
- Кирпичное заведение купца Ивана Петровича Зубова около города Покров, в 4 верстах от железнодорожной станции Покров. Открыт в 1880-х годах. В заведении работало 12 рабочих[5].
- Кирпичный завод крестьянина Ивана Шанина при деревне Сальково. Открыт в 1896 году. На заводе работало 60 рабочих[5].
- Кирпичный завод Михаила Никитича Владимирова в деревне Новой Липенской волости, в 1 версте от станции Костерево. Открыт в 1890 году. На заводе работало 10 рабочих[5].
- Кирпичный завод Бр. Семёна и Ивана Никитичей Калмыковых при деревне Корытово Лукьянцевской волости. Открыт в 1858 году. На заводе работало 50 рабочих[5].
- Кирпичный завод крестьянина Василия Тимофеевича Ванякина при селе Филипповское. Открыт в 1862 году. На заводе работало 10 рабочих[5].
- Кирпичный завод мещанина Павла Николаевича Крымова при селе Ново-Сергиевский погост. Открыт в 1885 году. На заводе работало 12 рабочих[5].
- Кирпичный завод дворян Ильи Дмитриевича и Марии Дмитриевны Мухановых при деревне Цепнино. Открыт в 1893 году. На заводе работало 6 рабочих[5].
- Кирпичный завод крестьянина Павла Матвеева при деревне Тимино. Открыт в 1896 году. На заводе работало 6 рабочих[5].
- Кирпичный завод Капитолины Ивановны Аксёновой при деревне Липна. Существует с 1896 года. На заводе работало 6 рабочих[5].

### Кожевенное производство
- Кожевенный завод крестьянина Василия Григорьевича Костина около деревни Малая Слободка. Открыто в 1887 году. В заведении работало 12 рабочих[5].
- Кожевенное заведение и сапожная мастерская Елизаветы Егоровны Миняевой в селе Короваево. Открыто в 1897 году. В заведении работало 8 рабочих[5].

### Обработка металла
- Чугунолитейный завод В. Я. Гоппер и К° около села Орехово Кудыкинской волости. Завод приобретён в 1886 году. На нём работали 133 рабочих[5].
- Захаровский медно-латунный завод потомственного почётного гражданина Александра Григорьевича Кольчугина при селениях Захарово и Мележа. Завод создан в 1830 году. На нём работали 285 рабочих[5].
- Медно-латунный завод московских купцов Ивана Андреевича Аленчикова и Николая Сергеевича Зимина при селе Фёдоровском. Завод создан в 1840 году. На нём работали 300 рабочих[5].
- Медно-латунный завод купца Николая Ефимовича Шапошникова в городе Киржаче. Принадлежал Шапошникову с 1865 года. На нём работали 150 рабочих[5].
- Медно-латунный завод мещанки Сергиевского посада Анисьи Ивановны Шишовой при селе Богородском Финеевской волости. Завод создан в 1835 году. Работал на водяных колёсах. Два горна, три прокатных станка. На нём работали 33 рабочих[5].

### Стеклянные заводы
- Мишеронский стеклянный завод Товарищества «Братья Н. и И. Костеревы» около деревни Лемешнево. Завод создан в 1835 году. На нём работало 274 рабочих. Завод производил стеклянные бутылки разного типа для вина, воды и водки. В год производилось около 3 426 091 бутылок[5].

### Керамика
- Фарфоровый завод Матвея Сидоровича Кузнецова в селе Дулёво. Завод создан в 1837 году. На нём работало 2018 рабочих[5].

### Деревообработка
- Лесопильный завод Елисея Терентьевича Андреева в местности «Акулов Рог» Селищенской волости. Завод создан в 1897 году. На нём работало 35 рабочих[5].

### Химическое производство
- Химический завод Марфы Ивановны Уриной около деревни Сеньга-Озеро. Завод создан в 1830 году. На нём работало 25 рабочих. Завод производил селитру, соду, купоросное масло, свинцовую соль, купорос, уксусную кислоту и прочее[5].
- Заведение для производства колёсной мази дворянина Константина Михайловича Аносова в 2 верстах от железнодорожной станции Костерёво. Открыто в 1891 году. В заведении работало 3 рабочих[5].

### Производство продуктов питания и напитков
- Заведение для выделки фруктовых вод Марека Блиоха в городе Покров. Открыто в 1892 году. В заведении работало 4 рабочих[5].

### Прочее
- Сергеевская писчебумажная фабрика Наследников дворянина Соленикова в сельце Сергеевском Филипповской волости. Открыта в 1807 году. На фабрике работало 79 рабочих[5].

## 1915 год
- Токарно-челночная фабрика — «Катушечная фабрика торгового дома братьев Н. и И. Уткиных» при железнодорожной станции Костерево. По данным на 1915 год вырабатывала до 7000 челноков в месяц. Челноки изготовлялись из особо прочной древесины поставляемой из-за границы. Использовались в ткацком производстве[6].